# 涅亚尔·邓·涅亚尔
涅亚尔·邓·涅亚尔（英語：Nhial Deng Nhial，1957年1月1日—），南苏丹政治家，南苏丹执政党苏丹人民解放运动 (SPLM) 成员。2011年7月10日起担任南苏丹国防部长，于2011-2013年和2018-2019年担任南苏丹外交部长。